# Verein für Cultur und Wissenschaft der Juden

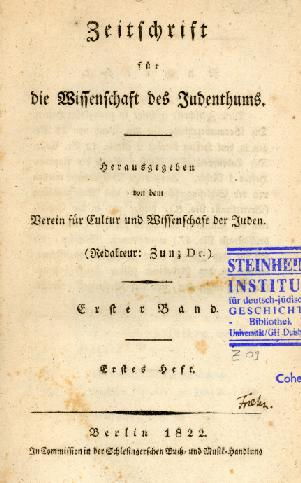
Erste Ausgabe von 1822

Der Verein für Cultur und Wissenschaft der Juden war ein Verein zur wissenschaftlich-historischen Erforschung des Judentums mit emanzipatorischem Anliegen.

## Geschichte
Der Verein wurde am 7. November 1819 im Gefolge der Hep-Hep-Krawalle anfangs unter dem Namen „Verein zur Verbesserung des Zustandes der Juden im deutschen Bundesstaate“ gegründet und führte junge, akkulturierte Juden zusammen, die alle auf der Suche nach einer jüdischen Identität waren, die es wert sei, nach außen hin verteidigt zu werden. Gründungsmitglieder waren der zum Vorsitzenden gewählte Joseph Hilmar, Joel Abraham List, Isaac Levin Auerbach, Isaac Marcus Jost, Leopold Zunz, der Hegel-Schüler Eduard Gans und Moses Moser. Der Einfluss des Antisemitismus auf die Identitätsbildung wurde gerade in dieser Zeit besonders sichtbar. Der Wunsch nach völliger Emanzipation weckte Feindseligkeiten, die durch scharfe antisemitische Polemik von Intellektuellen und Akademikern angestachelt wurden. Aber auch die Mitglieder des „Vereins für Cultur und Wissenschaft der Juden“ waren akademisch gebildet und suchten in historischen Studien nach der Quintessenz des Judentums, mit der sie sich identifizieren konnten.

## Aufgabe
Ihr erklärtes Ziel war die kritische wissenschaftliche Erforschung des Judentums. So war auch seine erste Manifestation die Wissenschaft des Judentums. Man postulierte darin die Juden als nationale Identität mit einer säkularisierten Kultur, die auf die Religion nur noch als überkommene Tradition rekurriert. Durch das Studium an deutschen Universitäten kamen sie in Kontakt mit der historischen Kritik, der Romantik und dem philosophischen Idealismus. Nicht wenige ihrer jüdischen Zeitgenossen hielten diese neuen Ideale für unvereinbar mit dem Judentum, traten zum Christentum über oder vernachlässigten ihre Religion. Der Berliner Kulturverein versuchte sie dagegen mit dem Judentum zu verbinden und damit eine Reflexion über das Wesen des Judentums und seinen Platz im intellektuellen Kontext Europas anzustoßen. Das Judentum sollte vor weiterer Erosion gerettet werden, durch den Beweis, dass es ebenfalls eine historische Erscheinung und Teil der allgemeinen Kultur sei.
Weitere Mitglieder des Vereins, der sich 1824 wieder auflöste, waren u. a. Michael Beer, David Julius Heilbronn, Lazarus Bendavid, Joseph Johlson, Isaak Mannheimer, Jakob Pinhas, Israel Jacobson, Gotthold Salomon und Heinrich Heine. Der Verein hatte großen Einfluss auf die deutschen Juden und ihre Identifikation mit der deutschen Kultur.